# Майдан Просвіти (Рівне)
Майдан Просвіти — майдан в місті Рівне, на якому розташовані Рівненська обласна рада та Рівненська обласна державна адміністрація. Майдан названо на честь товариства «Просвіта», яке існувало в Рівному аж до 1939 року.

## Історія
До 1970-х років на місці сучасного майдану Просвіти був єврейський цвинтар, який совєцька влада зруйнувала бульдозером для звільнення місця під будівництво нового приміщення обкому КПУ. Зараз в цьому приміщенні розташовані обласна рада та державна адміністрація.